# Saint George SC
St. George SC (celým názvem Saint George Sports Club, amharsky ቅዱስ ጊዮርጊስ የእግር ኳስ ቡድን) je etiopský fotbalový klub z hlavního města Addis Abeba, který působí v Ethiopian Premier League. Klub byl založen v roce 1935 řeckými přistěhovalci a svoje domácí utkání hraje na stadionu Addis Ababa Stadium s kapacitou 35 000 diváků, od roku 2010 se buduje nový stadion za účasti čínských firem. Je pojmenován podle svatého Jiřího, patrona Addis Abeby. Sponzorem je místní pivovar, v dobách marxistického režimu hrál pod názvem Brewery Addis Abeba. Klub byl v roce 1947 jedním ze zakladatelů etiopské ligy, je osmadvacetinásobným mistrem země, v Lize mistrů CAF je jeho nejlepším výsledkem semifinále v roce 1967. Odchovanci klubu jsou reprezentanti Ydnekachew Tessema, Saladin Said a Adane Girma.

## Úspěchy
- Vítěz ligy: 1950, 1966, 1967, 1968, 1971, 1975, 1985, 1986, 1987, 1990, 1991, 1992, 1994, 1995, 1996, 1998/1999, 1999/2000, 2001/2002, 2002/2003, 2004/2005, 2005/2006, 2007/2008, 2008/2009, 2009/2010, 2011/2012, 2013/2014, 2014/2015, 2015/2016, 2016/2017, 2021/22, 2022/ [3]
- Vítěz poháru: 1952, 1953, 1957, 1973, 1974, 1977, 1993, 1999, 2011, 2016
- Vítěz superpoháru: 1994, 1995, 1996, 2002, 2003, 2005, 2006, 2009